# 卡洛雷
卡洛雷是巴西巴拉那州的一个市镇。总面积193.299平方公里，总人口4752人，人口密度24.6人/平方公里。